# Llista de bolets verinosos
Els fongs verinosos inclouen:

## Agaricus
- Agaricus xanthodermus És verinós per a la majoria de la gent, però algunes persones el poden menjar sense presentar efectes negatius aparents.

## Amanitaceae
- Amanita abrupta .
- Amanita arocheae Verinós mortal relacionat amb A. phalloides.
- Amanita bisporigera .
- Amanita brunnescens
- Amanita exitialis Mortal.
- Amanita farinosa
- Amanita gemmata Mortal és també al·lucinogen.
- Amanita magnivelaris
- Amanita elliptosperma
- Amanita muscaria
- Amanita ocreata
- Amanita pantherina var. pantherina
- Amanita phalloides
- Amanita porphyria
- Amanita regalis
- Amanita smithiana
- Amanita subjunquillea
- Amanita verna
- Amanita virosa
- Amanita virosiformis
- Amanita xanthocephala

## Boletus
- Boletus legaliae
- Boletus satanas
- Boletus pulcherrimus

## Chlorophyllum
- Chlorophyllum molybdites

## Clitocybe
- Clitocybe acromelalga
- Clitocybe amoenolens

## Conocybe
- Conocybe filaris

## Cortinarius
- Cortinarius letals

## Entoloma
- Entoloma rhodopolium
- Entoloma sinuatum

## Galerina
- Galerina marginata
- Galerina sulciceps

## Gomphus
- Gomphus floccosus

## Hebeloma
- Hebeloma crustuliniforme

## Helvella
- Helvella lacunosa
- Helvella crispa

## Hypholoma
- Hypholoma fasciculare

## Inocybe
- Inocybe geophylla
- Inocybe hystrix
- Inocybe lacera
- Inocybe erubescens

## Lactarius
- Lactarius chrysorrheus
- Lactarius helvus
- Lactarius torminosus

## Lepiota
- Lepiota brunneoincarnata
- Lepiota castanea
- Lepiota helveola

## Omphalotus
- Omphalotus nidiformis
- Omphalotus olearius

## Paxillus
- Paxillus involutus

## Fal·loïdina
- Fal·loïdina

## Ramaria
- Ramaria formosa
- Ramaria pallida

## Russula
- Russula emetica
- Russula subnigricans

## Sarcosphaera
- Sarcosphaera coronaria
- Sarcosphaera crassa

## Scleroderma
- Scleroderma citrinum

## Stropharia
- Stropharia aeruginosa

## Tricholoma
- Tricholoma equestre
- Tricholoma pardinum
- Tricholoma sulphureum

## Trogia
- Trogia venenata, provoca la síndrome de la mort sobtada de Yunnan